# 霍夫德灣
69°10′S 39°45′E / 69.167°S 39.750°E
霍夫德灣是南極洲的海灣，位於毛德皇后地，處於朗霍夫德山以北的呂佐夫-霍爾姆灣東岸，該海灣根據挪威探險隊拍攝的空中照片被該國製圖師繪入地圖。